# Burni Jeget
Burni Jeget är ett berg i Indonesien.   Det ligger i provinsen Aceh, i den västra delen av landet, 1 600 km nordväst om huvudstaden Jakarta. Toppen på Burni Jeget är 1 630 meter över havet, eller 66 meter över den omgivande terrängen. Bredden vid basen är 0,91 km.
Terrängen runt Burni Jeget är kuperad åt nordost, men åt sydväst är den bergig. Terrängen runt Burni Jeget sluttar norrut.Runt Burni Jeget är det glesbefolkat, med 18 invånare per kvadratkilometer. I omgivningarna runt Burni Jeget växer i huvudsak städsegrön lövskog.